# مصفوفة الصلابة المماسية
تكون مصفوفة الصلابة المماسية في الميكانيكا الحاسوبية  عبارة عن مصفوفة تصف صلابة النظام في الاستجابة لتغييرات بسيطة في التكوين. وتمثل المصفوفة المماس من حيث إن طاقة النظام يمكن النظر إليها باعتبارها سطحًا عالي الأبعاد تمس طائرة المنحدر الموضعي له عند نقطة معينة يتم تعريفها باستخدام مصفوفة الصلابة المماسية.
تظهر مصفوفة الصلابة المماسية عند حل مشكلات معينة. فعلى سبيل المثال، تكون مصفوفة الصلابة المماسية تعميمًا للانحدار الذي يمكن استخدامه في طريقة نيوتن.